# Popowice (województwo lubuskie)
Popowice – wieś w Polsce, w województwie lubuskim, w powiecie zielonogórskim, w gminie Nowogród Bobrzański. Wchodzi w skład sołectwa Dobroszów Wielki.
Do 2023 miejscowość była przysiółkiem wsi Dobroszów Wielki.
W latach 1975–1998 przysiółek administracyjnie należał do województwa zielonogórskiego.